# Історія Узбекистану

Державний прапор Узбекистану

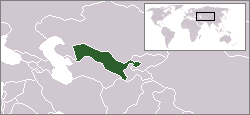
Сучасний Узбекистан на мапі Середньої Азії

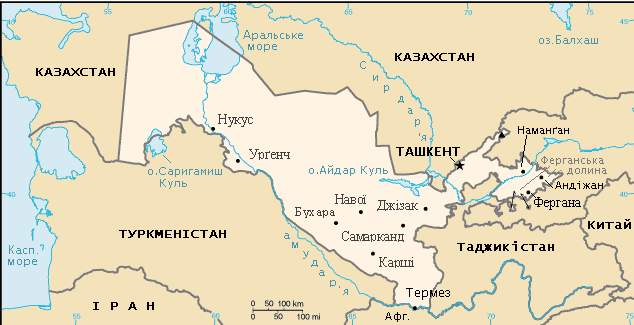
Мапа Узбекистану

Розташований у Середній Азії Узбекистан здавна має важливе геополітичне значення.
Історія держави Узбекистан і його титульної нації узбеків має більш ніж 2000-літню історію. Провідні міста Великого шовкового шляху — Самарканд, Бухара і Хіва — містяться в сучасному Узбекистані. Протягом століть узбецькі землі були території впливу різних держав, племен і народів (тюрки, араби, монголи, Персія, Російська імперія тощо).
Вирішальне значення на етногенез узбеків мали тюрки, які в XV — на поч. XX ст.ст. заснували ряд самостійних державних утворень. З експансією Росії у Центральній Азії Узбекистан спочатку включений до складу царської Росії, а на поч. ХХ ст. був частиною (республікою) СРСР.
З 1991 року з розпадом СРСР Узбекистан розвивається як незалежна держава.
На території Узбекистану збереглися тисячі пам'яток археології та архітектури, у фондах наукових центрів і музеїв зберігається велика кількість рукописів і предметів, що свідчить про самобутню і багатовікову історію країни.

## Давні часи

### Територія Узбекистану в доісторичну добу
Перші сліди стародавньої людини зафіксовані майже по всій території Узбекистану в епоху так званого нижнього (раннього) палеоліту (приблизно з 700—600 до 100 тис. до н. е.). Окремі кам'яні знаряддя праці цього періоду знайдено в долині річки Сох, у печері Селунгур, де виявлено останки стародавньої людини, яка отримала назву Ферганатроп, у долині р. Ахангаран (стоянка Кульбулак), в горах Байсунтау та Зеравшанської оази (Аманкутан, Зірабулак, Кутурбулак).
Найбільшими пам'ятками середнього палеоліту (100-40 тис. до. н. е.) є: Обірахмат, Ходжакент, Палтов, Кульбулак (Ташкентський вілоят — область); Аманкутан, Кутурбулак, Зірабулак, Ходжамазгил (Самаркандський вілоят), Учтут (Навоїйський вілоят). 1938 року в гроті Тешикташ Сурхандар'їнського вілояту було виявлено поховання неандертальського хлопчика.
Епоха пізнього палеоліту (40-35 — ХІІ-Х тис. до н. е.) характеризується формуванням сучасної людини (кроманьйонця). Як результат розподілу праці формується патріархат, з'являються перші зразки художнього ремесла і образотворчого мистецтва (наскельні розписи). Неабияке значення мають Самаркандська верхньопалеолітська, Акташська стоянки і знахідки Кульбулака у Ташкентському вілояті.

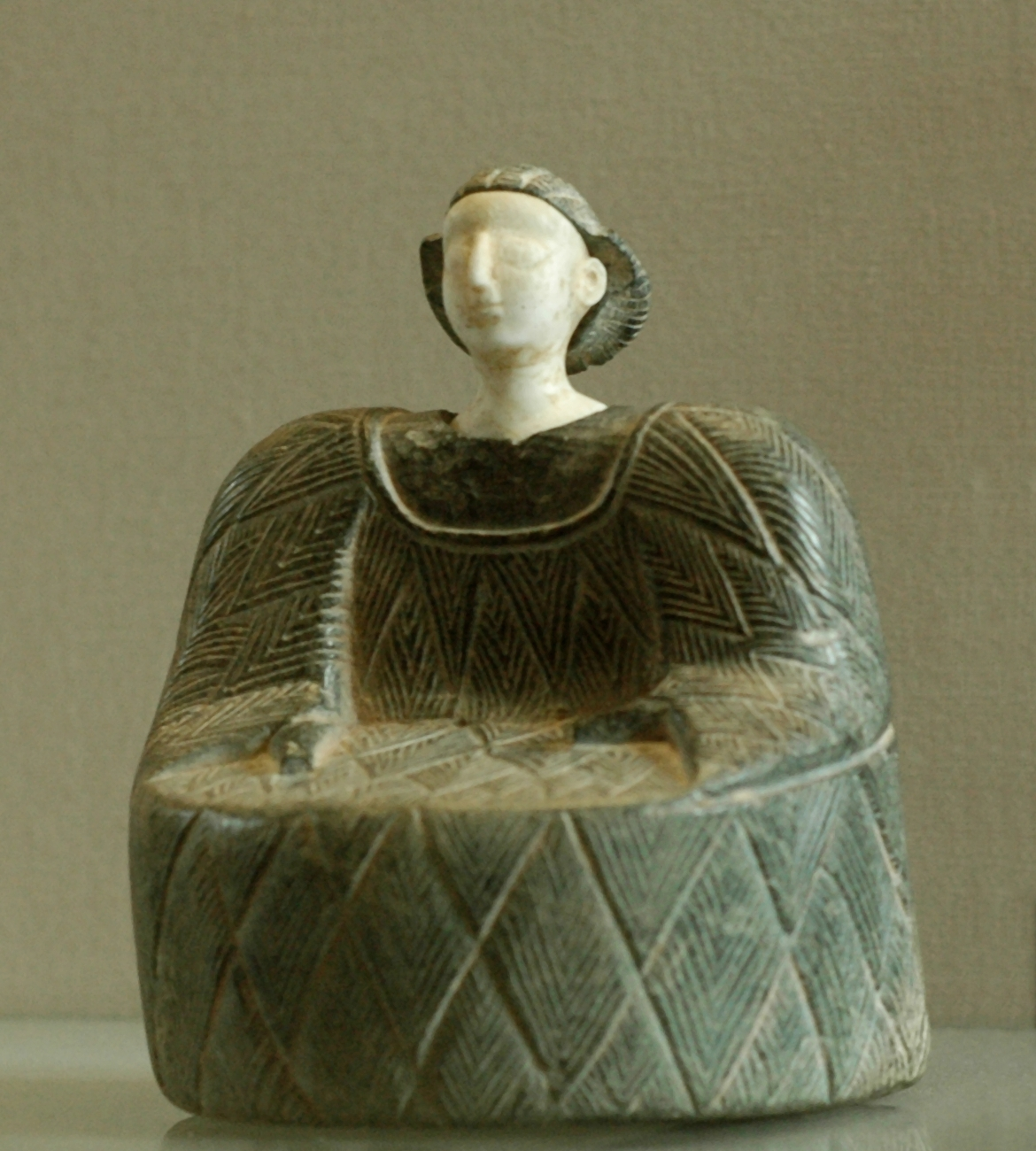
Жіноча фігурка з вапняку із Бактрії, поч. 2-го тис. до н. е.

Період ХІІ-V тис. до н. е. увійшов в історію як час мезоліту, коли важливим досягненням стало освоєння знарядь полювання (наконечники стріл і списів) і приручення тварин. Основними заняттями було полювання і рибальство. Тільки у Ферганській долині зафіксовано і вивчено понад 100 пам'яток мезоліту, які знаходяться по берегах річок та озер. Основні: стоянки Обішир і Кушиліш (Ташкентський вілоят) і печера Мачай (Сурхандар'їнський вілоят).
VI—IV тис. до н. е. — період неоліту, або нової кам'яної доби. Відбувається перехід до досконалішої техніки обробки матеріалів: шліфування каменю, формування і обпечення глини. Крім того, виготовляється кераміка, формуються прототипи сільських поселень, а також виділяються парні сім'ї. Вже будується наземне житло з глини, зводяться курені і прибудовуються землянки. Культура мисливців і рибалок, поширена на території Хорезма і Бухари, широко відома під назвою кельтемінарської. Найбільша з її пам'яток — стоянка Джанбас-4.
Наступний історичний період — ІІІ — початок І тис. до н. е. — припадає на епоху бронзи. Людина винайшла та освоїла спосіб отримання бронзи — твердішого металу, ніж мідь. Основною сферою діяльності стає скотарство і землеробство — спочатку на природному ґрунті, а поступово і за допомогою штучного зрошування. Широко відомі такі центри культури як Шерабадська, Бандиханська, Шурчинські оази.
Кінець ІІ тис. до н. е. — І тис до н. е. — період заліза. Залізо все більше використовується у всіх можливих сферах господарства. Розвивається висока землеробська культура. Це період подальшого становлення стародавнього суспільства, утворення класів і ранніх держав, а також розпаду первіснообщинного ладу.

### Стародавні держави

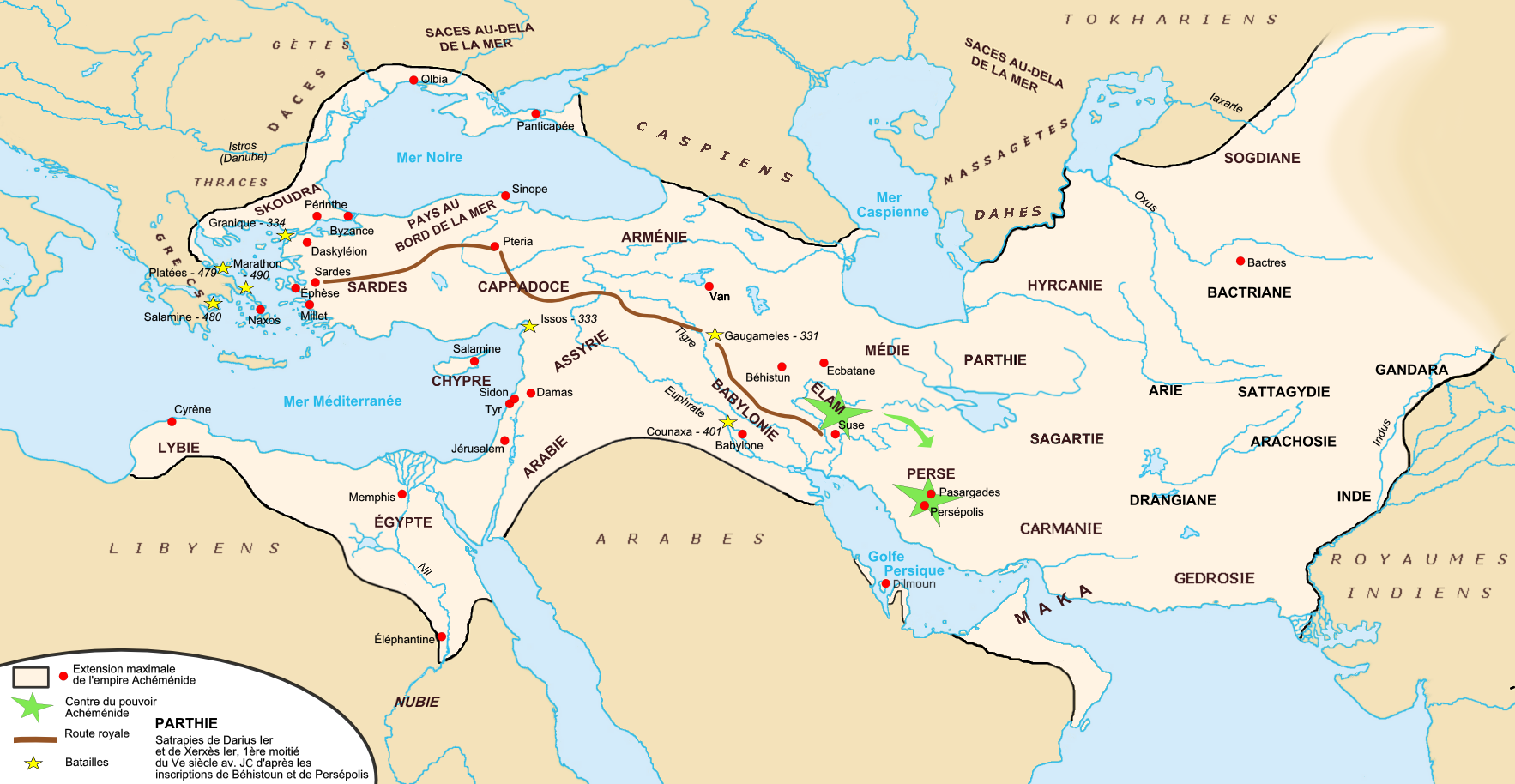
Ахеменідська імперія у час свого розквіту, бл. 500 р. до н. е.

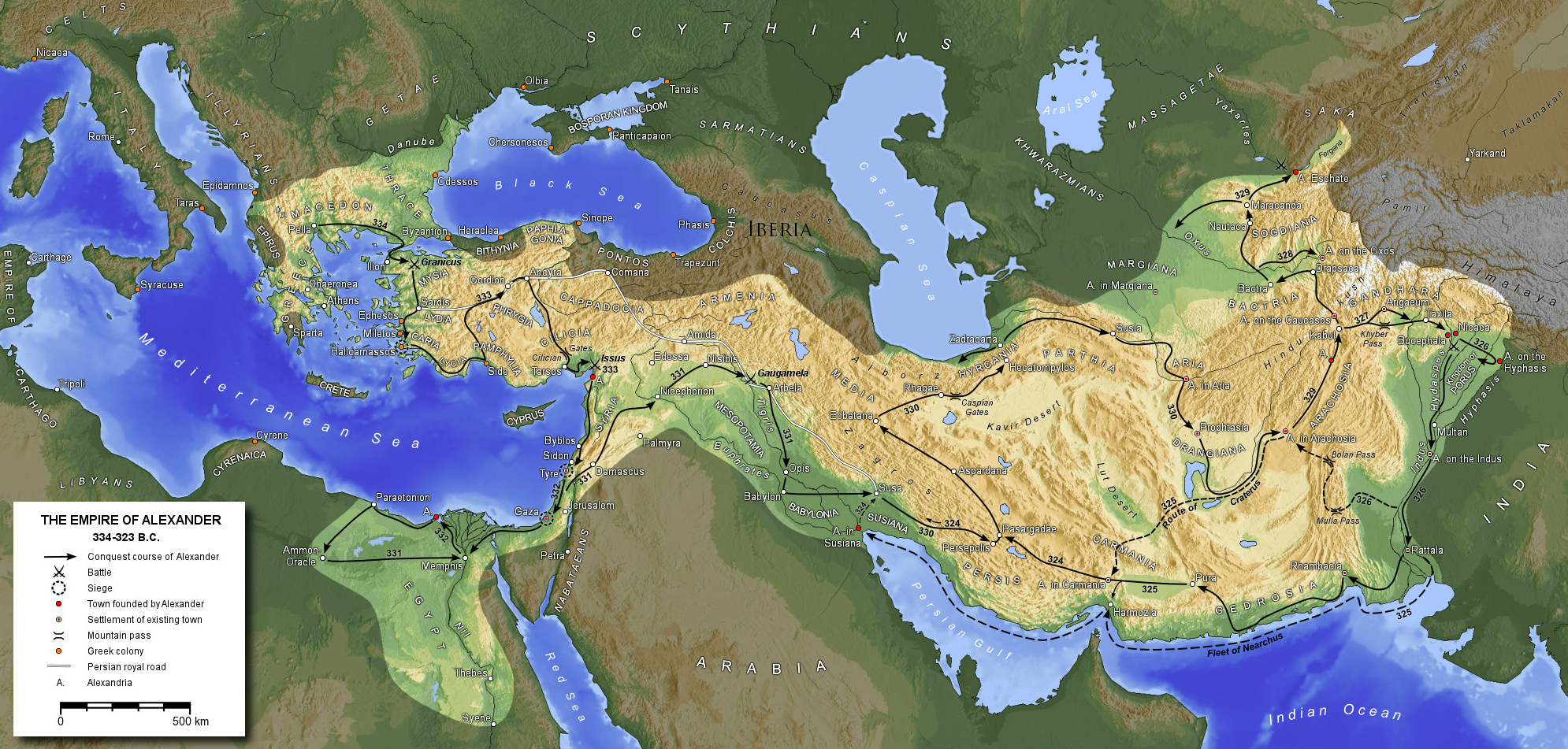
Імперія Олександра Македонського у час свого апогею

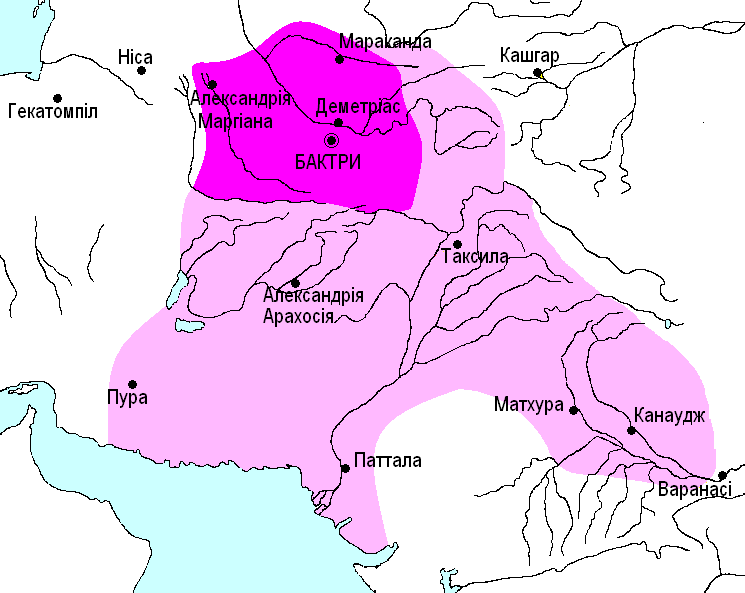
Греко-бактрійське царство y ІІІ ст. до н. е.

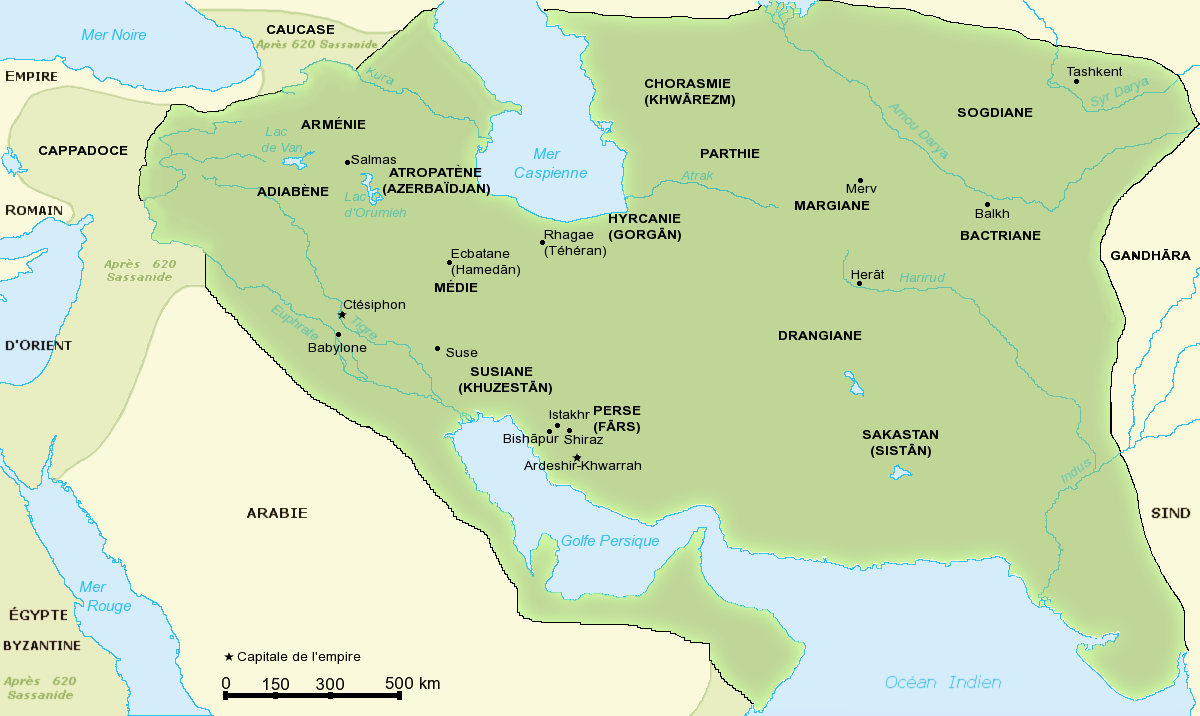
Сасанідська (перська) імперія в період розквіту у ІІІ—V ст.ст. включала в себе територію сучасного Узбекистану.

У стародавніх центрах землеробської культури формуються такі державні утворення як Бактрія (Сурхандар'їнський і Кашкадар'їнський вілояти, південно-східна частина Туркменістану і північно-західна частина Афганістану), Хорезм (нинішній Хорезм) і Согдіана (Самаркандський і Бухарський вілояти) зі столицею в Самарканді. Согдіана, Хорезм і Бактрія — великі і могутні царства з розвинутим землеробством, скотарством і системою державного зрошування.
У 525 р. до н. е. перси під проводом Кіра II, а потім і Доро I (Дарій) підпорядкували ці держави, включивши їх як східні володіння (сатрапії) до складу величезної Ахеменідської імперії. Згідно з історичними джерелами (зокрема Геродот), проти перського нашестя успішно боролися масагети, нам відомі цариця Тумаріс і пастух Ширак.
У 330—327 р. до н. е. завдяки величезним зусиллям ці царства були підкорені Олександром Македонським і увійшли до складу його імперії. Воєначальник-согдієць Спітамен завдає йому відчутних втрат, тому Олександр змушений шукати підтримки у місцевої знаті, діяти шляхом підкупу, політичних хитрощів, зради, щоб придушити повстання і нейтралізувати Спітамена. Після смерті Олександра Великого (Македонського) у 323 рік до н. е. ці сатрапії перейшли до одного з його воєначальників — Сельовка, який у 312 р. до н. е. утворив державу і династію Сельовкидів.
У 250 р. до н. е. Бактрійський сатрап Діодот оголосив себе незалежним правителем і утворив Греко-бактрійське царство, яке проіснувало трохи більше ніж 100 років. До його складу входили Бактрія, Согдіана і Маргіана.
Після розгрому Греко-Бактрії тохарами-юєчжами утворилося незалежне державне об'єднання — юєчжів. До нього увійшли території Сурхандар'їнського вілояту, Південного Таджикистану і північна частина Афганістану. Невдовзі держава юєчжів розпалася на п'ять самостійних князівських володінь, які проіснували близько ста років. У I ст. до н. е. серед цих володінь найвпливовішим стає Кушанське, яке й об'єднало інших під своїм верховенством. Найвищий розквіт Кушанського царства (за царів Кадфізі II і Канішке) — це кінець І і початок II ст. н. е., коли до його складу входили Сівба, Індія, Пакистан, Афганістан, Таджикистан і південні області Узбекистану. Воно перетворилося у світову державу нарівні з Римською і Ханською імперіями. Термез стає одним з великих торговельних і культурних центрів Кушанського царства. В окрузі Термеза були зведені буддійські культові комплекси (Каратепа, Фаязтепа та інші). Завдяки Великому Шовковому шляху, який з'єднує Китай і країни східного Середземномор'я, відбувається зростання торгівлі і товарообміну.
У III ст. н. е. могутність Кушана послаблює Сасанідська (перська) монархія. Вторгнення кідаритів і хіонітів у IV ст. н. е. призвело до остаточного розпаду Кушанського царства.
Крім цих держав, важливу роль в історії Узбекистану відіграли держави, що утворилися на півночі і сході нинішнього Узбекистану. Держава Кангюй (Кангха) (IV—III ст. до н. е. — V ст. н. е.) розташовувалася на частині північних територій Центральноазійського Дворіччя, Ташкентського оазису і Таласької долини. Головним містом було Чач (Ташкентський оазис). А на території Фергани існувала держава Паркана (у китайських джерелах — Давань) (II ст. до н. е. — V ст. н. е.) зі столицею Гушан (суч. Узгенд) і з розвинутими зрошувальною системою, землеробством і скотарством.

## Середньовіччя
У кінці IV — на поч. V ст.ст. масагетські кочові племена, які жили в Аральському басейні, утворили державу Ефталітів (від імені ватажка цього кочового племені — Ефталана), а в другій половині V ст. (457 р.) ефталіти на чолі з Вахшунваром підпорядкували Чаганіан, Тохарістан, Бадахшан, Согд, Чач, Давань, Бухару, Турфан та інші міста. Вони встановили своє панування над всією Центральною Азією, східними областями Ірану, Північною Індією і Східним Туркестаном.
У VI ст. частина ефталітів осіла у містах і невдовзі асимілювалася з місцевим населенням, тоді як інша вела кочовий і напівкочовий спосіб життя у степових і напівпустельних районах, займаючись скотарством. Правителі прагнули встановити контроль над караванними дорогами Великого Шовкового шляху, які проходять через їхні території, поглибивши одночасно економічні і культурні зв'язки з Китаєм, Індією та Іраном.

### Тюркський каганат

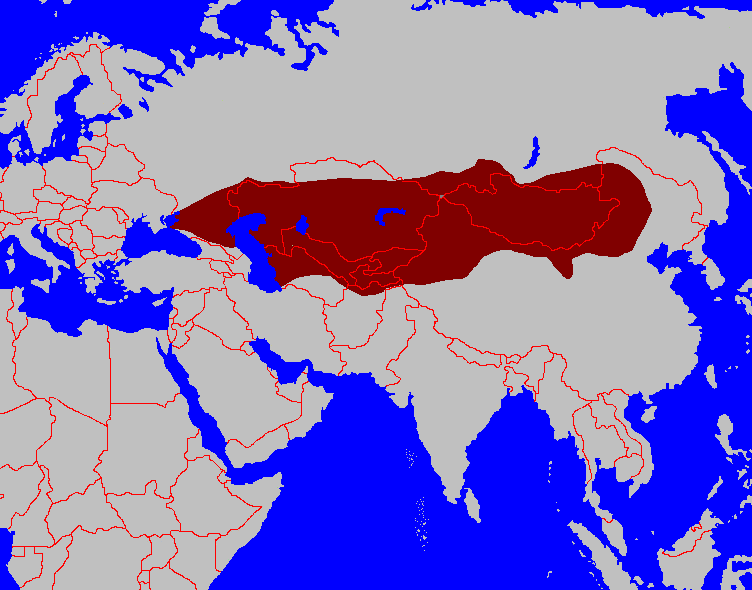
Тюркський каганат у час найбільшої могутності, VI ст.

У VI ст. різні племена і народи Центральної Азії, Алтаю та Семиріччя об'єдналися у Тюркський каганат, який швидко розширив свої володіння, приєднавши до них все Центральноазійське Дворіччя (середина VI ст.). Таким чином, тюрки створили величезну кочову імперію, яка охоплювала простір від Кореї до Причорномор'я.
На початку VII ст. Каганат розпався на Західний і Східний. Територія сучасного Узбекистану входила до складу Західного Тюркського каганату. Великі торговельні центри цього періоду — Самарканд, Бухара, Пайкенд, Термез, ряд міст Хорезму і Чач. Поширюється бавовництво, садівництво, виноградарство, ткацтво і шовківництво (з Китаю). Наприкінці VII ст. Західно-Тюркський каганат розпався на фактично самостійні дрібні володіння, тому був легко завойований арабами.

### Арабське завоювання
На початку VIII ст. починається завоювання Дворіччя на чолі з арабським полководцем — намісником Хорасана Кутейбою ібн Муслімом. 705 року він почав просуватися вглиб території Центральноазійського Дворіччя, й 715 року закінчив його завоювання, підкоривши Фергану. Центральноазійське Дворіччя отримало назву Мавераннахр (від арабської — «земля за річкою»). За короткий період майже все населення прийняло іслам. У 776-783 роках Мавераннахром прокотилася велика хвиля повстань, найбільшим з яких було повстання під проводом Муканни (рух «людей у білому одязі») проти арабів і великих місцевих землевласників, які перейшли на їхній бік.

### Тюркські династії

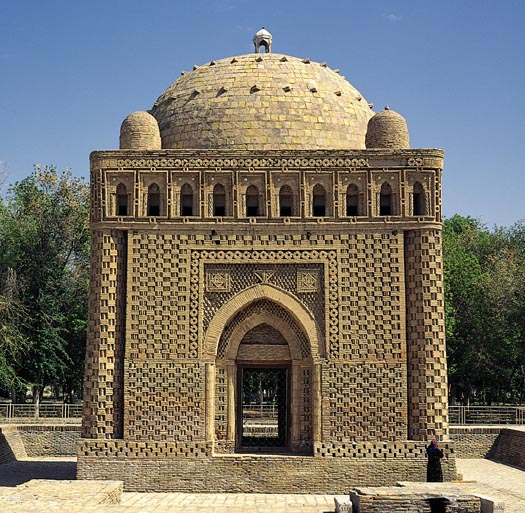
Мавзолей Саманідів у Бухарі, столиці їхньої держави

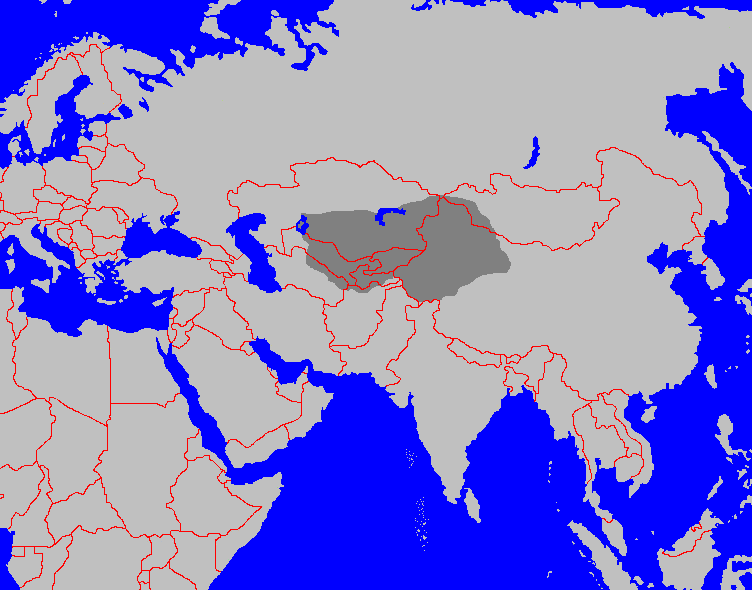
Держава Караханідів у Центральній Азії, 999-1212 рр.

Експансія монгольської імперії Чингісхана
Імперія монголів та її розподіл 1294 року на
Золота Орда
Чагатайський улус
Хулагуїди
династія Юань)

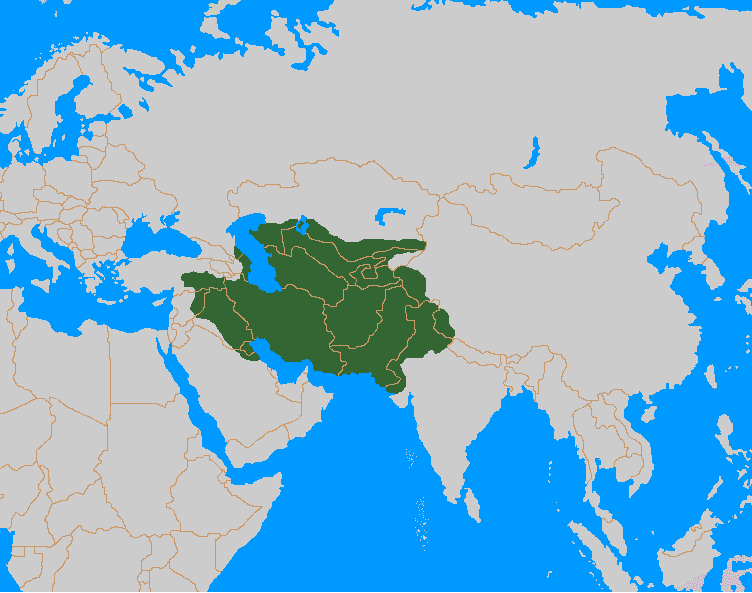
Імперія Тамерлана, 1365-1405

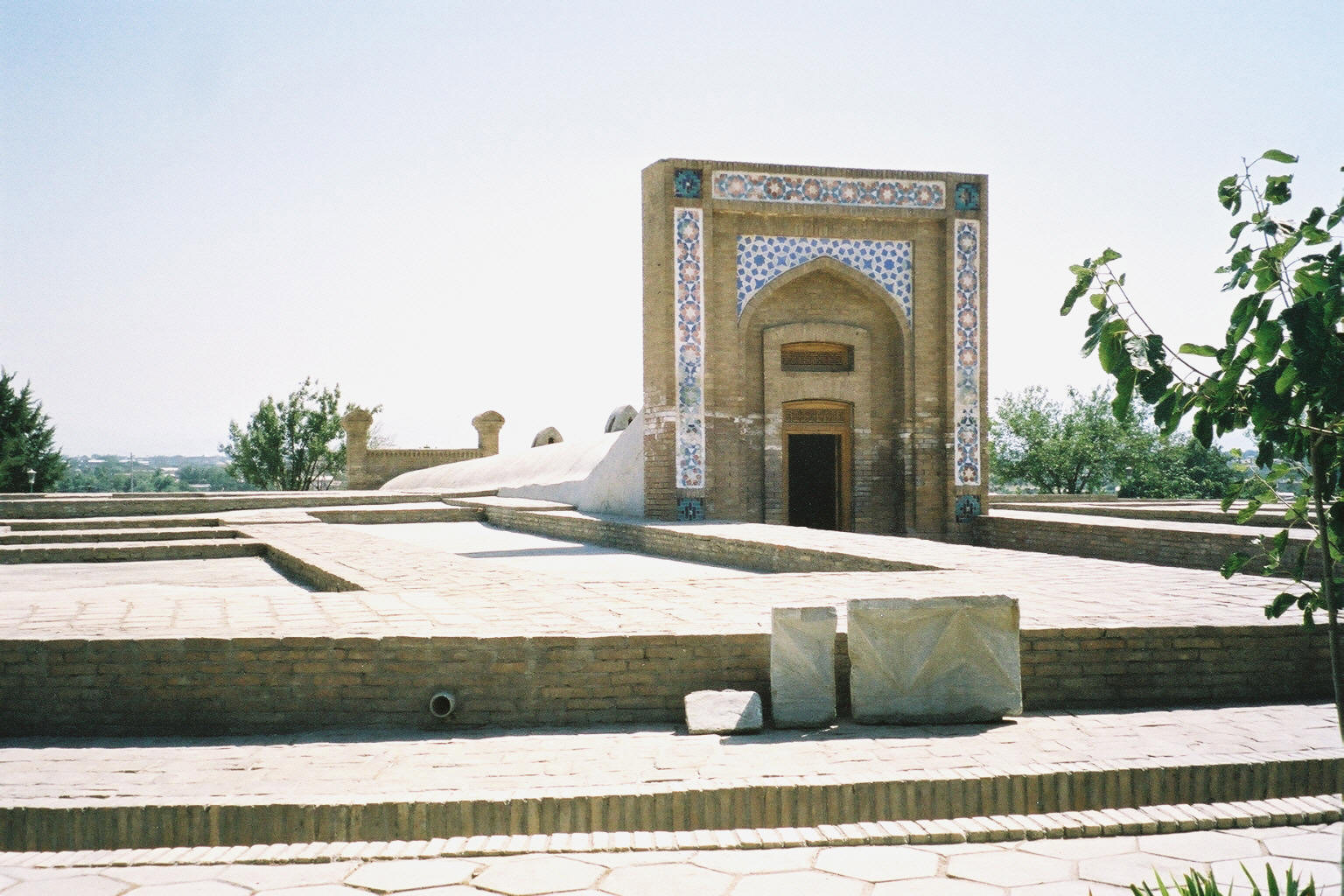
Обсерваторія Улугбека в Самарканді, фото 2001

821 року намісник Хорасана і Мавераннахра Тахір ібн Хусейн домігся певної незалежності від арабів, і правління перейшло до династії Тахирідів, яка управляла країною майже 100 років.
У кінці IX століття до влади в Мавераннахрі прийшли нащадки Саману — Саманіди, які домоглися повної незалежності від Арабського халіфату і правили до 999 року Саманіди поширили свою владу від північних схилів Тянь-Шаню до Гіндукуша, від присирдар'їнських степів до північних областей Ірану. Період правління Саманідів характеризується не тільки розквітом міст, але й розвитком культури і науки. У цей період творять видатні мислителі Сходу — Фарабі, Біруні, ібн Сіна, поети Рудакі і Дакікі та інші. У таких містах як Бухара (столиця Саманідів), Балх, Термез, Самарканд, Ургенч, Мерв, Нішапур бурхливо розвивалися ремісниче виробництво, торгівля, культурне життя, світська і релігійна освіта. В Бухарі існувала бібліотека Диван ал хікла («Сховище мудрості»), одним з читачів якої був ібн Сіна.
999 року південні державу Саманідів захопили Газневіди (держава розташована в південному Афганістані, Таджикистані, північній Індії та Ірані, до південної частини Каспійського моря), а інша частина — Шаш, Фергана, Согдіана, Бухара і Самарканд — потрапили під владу Караханідів (династія правителів, які об'єднали кочові племена і створили кочову державу в Семиріччі у 2-й половині Х ст.). Караханіди підпорядкували територію від кордонів Китаю до Амудар'ї, створивши централізовану державу.
1130 року кочові тюрки під проводом династії Сельджукідів, які прийшли з районів Приаралля і нижньої течії Сирдар'ї, завдали великої поразки Газневідам і Караханідам, встановивши свою владу в Центральній Азії. Як результат слабкої централізації влади в країні при Сельджукідах у Мавераннахрі посилилися процеси роздрібненості, що привело до зміцнення самостійності окремих володінь.
Так, у цей час Хорезм стає незалежним володінням на чолі з династією Ануштегинідів, а згодом однією з найбільших держав зі столицею в Ургенчі, яка включає у свої межі всю територію нинішнього Узбекистану, північно-східний Іран, центральний і північний Афганістан до кордонів східного Туркестану. У Хорезмі процвітає наука і культура, ремісництво, торгівля, будуються нові міста.
Але 1219 року до володінь Хорезмшаха Мухаммада вторглися монгольські війська Чингісхана. До 1221 року вся Центральна Азія потрапила під владу Чингісхана. Хорезмшах втік, замість нього визвольну боротьбу проти загарбників вів його син Джалаліддін Мангуберді, який завдав значних втрат військам Чингісхана. Центральна Азія була спустошена і зруйнована, сотні тисяч людей відведені у рабство. Після смерті Чингісхана 1227 року Центральна Азія разом з Семиріччям і Східним Туркистаном утворили улус, властителем якого став 2-й син Чингісхана — Чагатай, а фактично країною правив його радник Махмуд Ялавач.
У 40-х роках XIV ст. Чагатайський улус розпався на ряд володінь, посилились роздрібненість і міжусобиці. У цій обстановці, в 2-й пол. XIV ст. до влади прийшов великий Амір Темур (Тамерлан) (1336-1405).
Об'єднавши розрізнені володіння в Центральній Азії, Амір Темур 1370 року створив могутню державу зі столицею в Самарканді. У результаті військових походів Аміра Темура були підкорені Іран, Закавказзя, Ірак, Сирія, Османська імперія, Північна Індія, Афганістан. Він помер на початку 1405 року перед походом на Китай. Обширною державою Амір Темур управляв через своїх синів, онуків і наближених. Централізація держави у Мавераннахрі дала змогу відновити економіку, сільське господарство, ремісниче виробництво, внутрішню і зовнішню торгівлю. Спостерігається підйом міського життя, особливо в столиці держави — Самарканді. Були відроджені і вдосконалені інститути державного, соціального і військового управління (Книга Аміра Темура Темур тузуклари — «Уклад Темура»). Він встановив контроль над Великим Шовковим шляхом, забезпечивши його захист.
Цей період також характеризується інтенсивним розвитком науки, архітектури, містобудування, літератури, образотворчого і прикладного мистецтва.
Після смерті Аміра Темура його держава розпалася на дві: одна у Хорасані з центром у Гераті, де правив його син Шахрух, друга — у Мавераннахрі з центром у Самарканді, де правив син Шахруха — Улугбек. Межі держави Улугбека майже збігаються з кордонами сучасного Узбекистану. Улугбек увійшов в історію як видатний вчений-астроном Середньовіччя, організатор і покровитель науки і мистецтв.
У Самарканді в цей час жили видатні вчені, були створені астрономічна обсерваторія, академія і велика бібліотека, яка стала центром наукової думки. Після трагічної смерті Улугбека 1449 року Хорасан і Мавераннахр остаточно розпадаються на самостійні володіння. Тоді як в Мавераннахрі настав період економічного і культурного застою, посилилася роздрібненість та усобиці, в Гераті спостерігався високий рівень розвитку, що пов'язано значною мірою з діяльністю головного візира двору султана Хусейна — Алішера Навої (*1441-†1501), поета і мислителя, засновника сучасної літературної узбецької мови.
Внаслідок посилення феодальної міжусобиці і кровопролиття політична влада у Мавераннахрі перейшла до рук релігійних діячів, найвідомішим з яких був шейх Убайдулла Ходжа Ахрар. 1499 року в межі Мавераннахра з півночі, з Кипчакського степу (Дешті-Кипчак — Південний Казахстан) вторглися кочові племена узбеків на чолі з Шейбаніханом. На цьому завершилося панування в Центральній Азії Темуридів і встановилася влада Шейбанідів.

## Нова історія (XVI— початок XX століття)
У трактуванні новочасної історії Узбекистану серед вчених-істориків значні розбіжності, втім засадничим є те, що саме прийшлі із Золотої Орди тюрки-кипчаки встановили контроль над сучасними узбецькими землями і, змішавшись з місцевим населенням, значно вплинули на етногенез узбецького народу, а сам цей період — XVI -XIX століть є часом формування узбеків як нації та їхньої національної ідентичності. Немаловажним є також факт, що з тюрками в Узбекистані поширився іслам, прийнятий у Золотій Орді як державна релігія ще за хана Узбека в 1-й половині XIV століття. Саме на честь цього золотоординського хана прийшлі кипчаки називали себе узбеками, що згодом стане автонімом і етнонімом узбецького етносу (O'zbeklar—Узбеки).
У зазначений період на території сучасного Узбекистану існували 2, а починаючи з XVIII ст. — 3 державних утворення -узбецькі ханства, які й стали основою формування сучасних узбеків. Рівень централізації цих держав багато в чому залежав від політичної волі та активності правителя. У зв'язку з цим зростання економіки, культури, об'єднання політичних сил відбувалися непослідовно і нерівномірно в усіх трьох державах.
У радянській історіографії існувала негласна заборона на детальне висвітлення розвитку узбецької державності цих часів, у теперішньому Узбекистані робляться спроби, часом ідеалізовані, об'єктивного висвітлення тогочасних історичних подій.

### Узбецькі ханства (1512— 1920)
Хівинське ханство

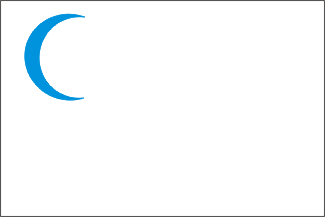
Прапор Хівинського ханства до 1917 року

Історично першим узбецьким державним утворенням можна назвати Хівинське ханство у південній частині басейну Аральського моря зі столицею в місті Вазір, пізніше — Гургандж (Куня-Ургенч, суч. Ургенч), яке бере свій початок від середньовічної держави Хорезм й існувало в період бл. 1512-1919 років.
1598 року Амудар'я (Оксус) змінила своє русло, що фатально позначилось на ханстві — його столицю було перенесено у невелику на той час фортецю Хіви, яка у наступні століття стане визначним осередком ісламського світу.
1873 року Росія частково анексувала територію ханства.
Бухарське ханство (емірат)

Прапор Бухарського Емірата до 1 вересня 1920 року

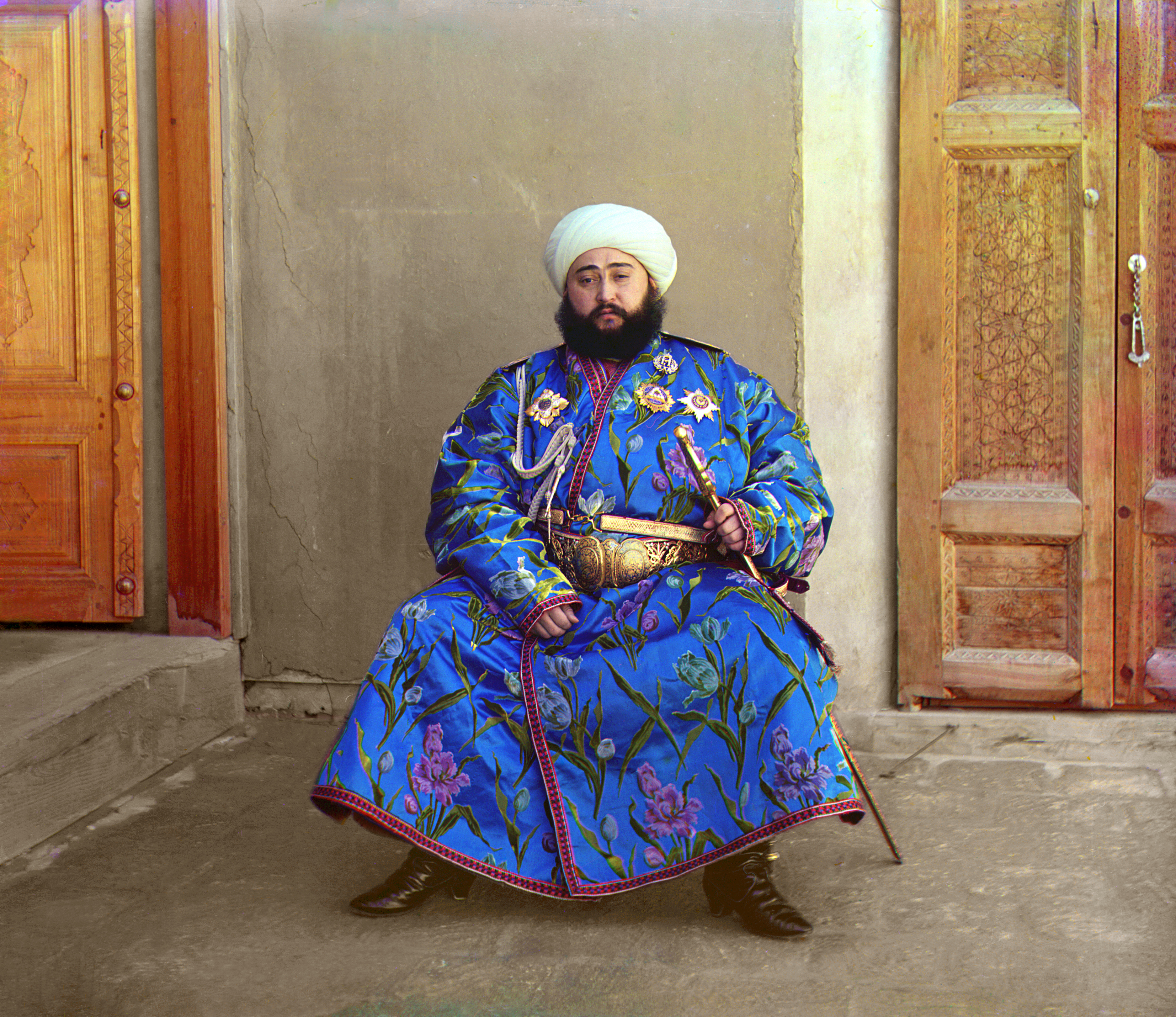
Мохаммед Алім Хан (1880-1944), останній емір Бухарського ханства, фото Прокудіна-Горського, бл. 1911 р.

З приходом і встановленням династії Шейбанідів (1510—1597) економічний і культурний центр перемістився з Самарканда в Бухару, а Шейбанідське правління почало називатися Бухарським ханством.
Правління шейбанідського хана Абдуллаха позначено економічним і культурним піднесенням Бухарського ханства — в цей час розвиваються іслам, науки і ремесла, будуються мечеті, медресе, громадські заклади і споруди (лазні, караван-сараї, мости) тощо, пожвавлюється торгівля.
Наприкінці XVI ст. влада в ханстві перейшла до династії Аштарханідів (1597—1737). Їх правління характеризувалося ослабленням центральної влади, зростанням сепаратистських тенденцій та усобиць. Постійними є також війни з зовнішніми ворогами — Персією та Хорезмом. Як наслідок, на поч. XVIII ст. відособилося Кокандське ханство.
1738 року Аштарханіди поступилися династії Мангитів (також нащадки Джучі), представники якої правитимуть у ханстві до настання радянської влади. У цей же час, з сер. XVIII ст. Бухарське ханство в результаті завоювань Надір-шаха починає іменуватися еміратом.
Бухарське ханство проіснувало до часу його загарбання Червоною Армією 2 вересня 1920 року. Як Бухарська народна республіка воно було інтегровано до СРСР, а 1924 року було розділено між Узбецькою РСР (більша частина) і Таджицькою РСР. Розподіл провадився за етнічним принципом, який просто неможливо було витримати, адже населення історично було змішаним — і таджицьким, і узбецьким, що в тому числі спричинило етнічні конфлікти 1990-х рр.
Кокандське ханство (1709—1876)
Кокандське ханство на чолі з династією Мінгів зі столицею у Коканді утворилося у Ферганській долині 1709 року.
Засновником держави став виходець з династії шебанидів Шахрух II.

Прапор Кокандської автономії з 12 грудня 1917 року до 18 лютого 1918 року

Наступним правителям завдяки агресивній експансійній політиці вдалося підкорити величезні території, на яких проживали інші тюркські народи — киргизи і казахи, так що у 1820-ті роки за правління Мадалі-хана (Мохаммед Алі) Кокандське ханство було найбільшим територіально за інші дві узбецькі держави, обіймаючи захід Ферганської долини, вкл. з Ходжентом (за СРСР Ленінабад) і Шашем (разом з Ташкентом), частково південноказахстанські землі і північних схід сучасного Киргизстану. Для забезпечення контролю на киргизьких землях 1825 року були засновані фортеці Пішпек (суч. Бішкек) і Токмак. Короткий час, з 1774 до 1798 кокандські правителі платили данину Китаю.
З сер. XIX ст. Кокандське ханство потерпало від внутрішніх усобиць (боротьба за престол з боку племінника Мадалі-хана Шир-Алі), що переросли в громадянську війну та етнічних конфліктів, які спричинили масовий перехід казахів і киргизів під владу росіян. За таких умов нестабільною внутрішньою ситуацією скористалися зовнішні сили — Російська імперія і Бухарське ханство.
1842 року Бухарський емір Насрулла напав на Кокандське ханство, і деякий час контролював його. У 1845—1858 (і в 1865, вже після тимчасового підпорядкування Бухарі) на чолі Кокандського ханства стояв син Шир-Алі — Худаяр.
В той же час росіяни активізували свою політику у Середній Азії, що призвело до укладення 1868 року угоди, яка хоча і була торговельною, насправді закріпила напівзалежний від Росії статус Кокандського ханства. Скориставшись у найближчому майбутньому внутрішніми протиріччями в ханстві, Російська імперія 1876 року анексувала Кокандське ханство, яке було включене до Ферганської області російської Туркестана.
Реліктом державності ханства є існування Кокандської автономії на межі 1917-18 років.

## Новітня історія (ХХ—XXIст.ст.)

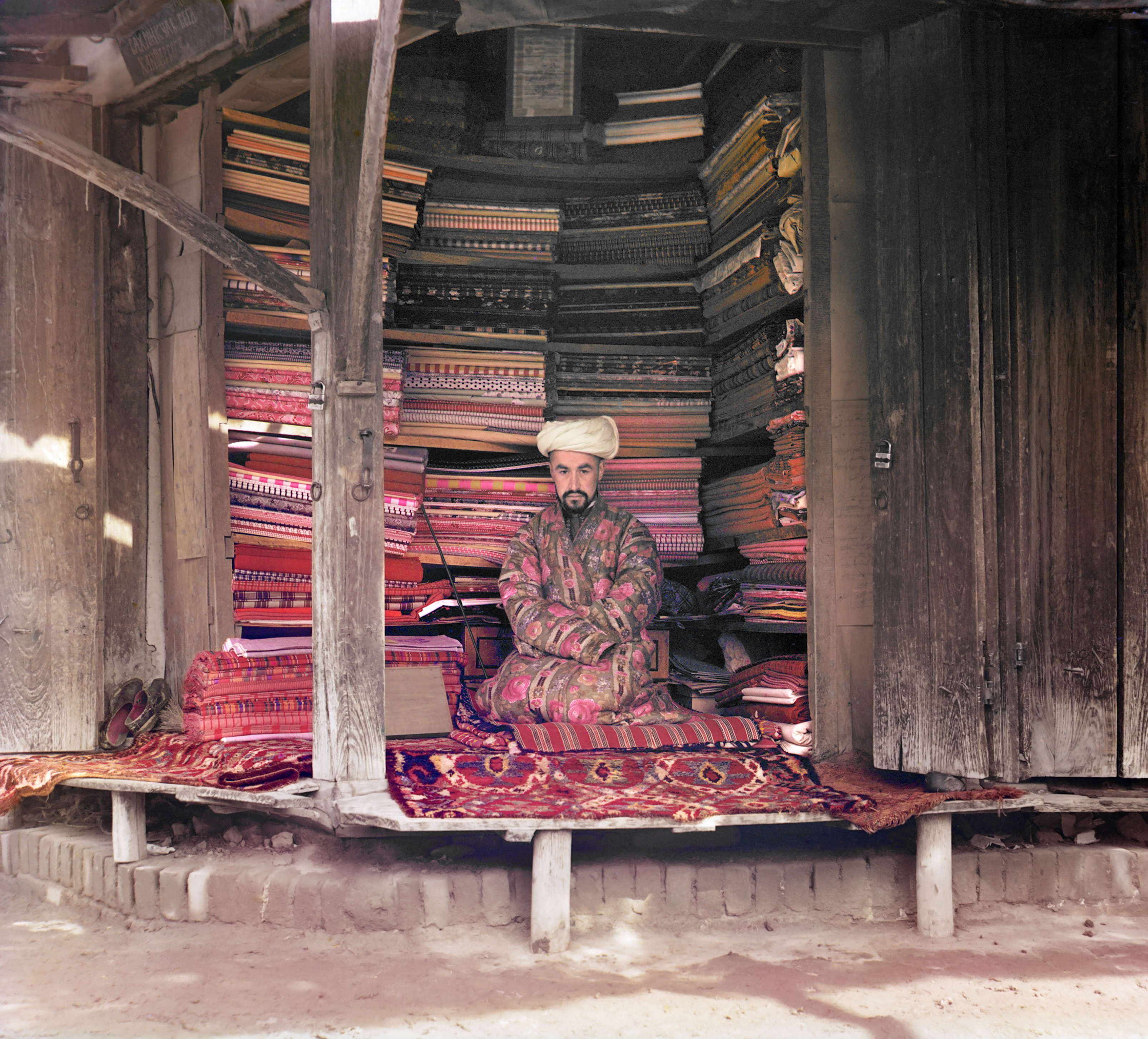
Торговець у Самарканді, 1910

### Встановлення радянської влади і розвиток Узбецької РСР (до кінця XXст.)
На початку XX ст. активно поширюється джадидизм, основною метою діяльності яких була просвіта корінних народів Центральної Азії і здобуття незалежності Туркестану. Представниками цього визвольно-просвітницького руху були: М. Бехбуді (*1875-†1919), Мунавваркорі (*1878-†1931), А. Авлоні (*1878-†1934), А. Чулпон (*1893-†1937) та інші.

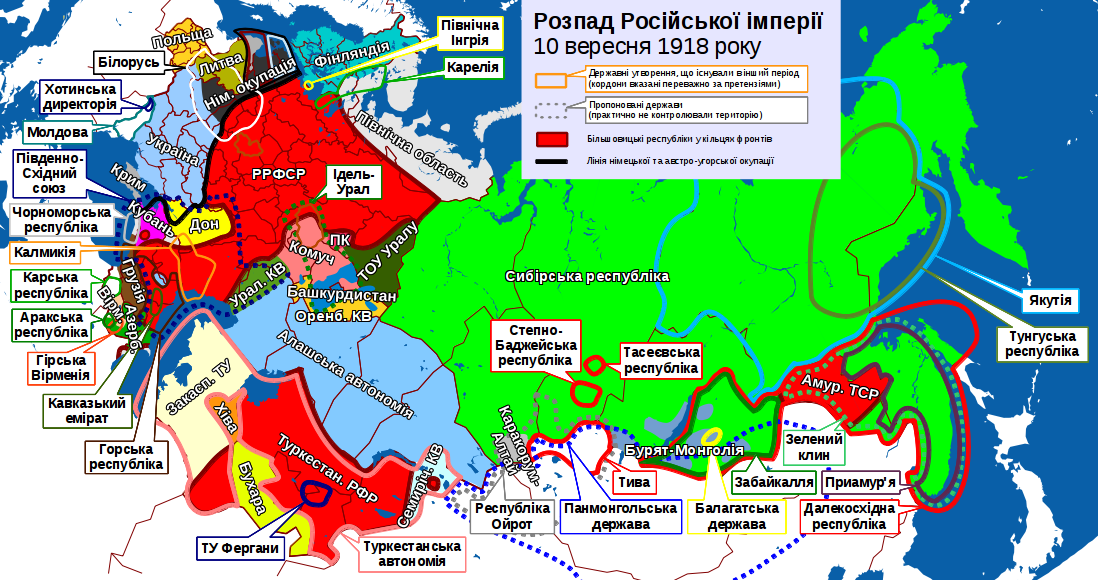
Туркестанська автономія, Туркестанська Автономна Радянська Соціалістична Республіка, Хіва та Бухара на карті розпаду Російської імперії у 1918 році

У листопаді 1917 року в Туркестанському краї було проголошено радянську владу, а також оголошено про створення Автономної республіки Туркестан зі столицею в Коканді, основною метою якої було утворення незалежного Туркестану. Але в лютому 1918 року Туркестанську республіку військовим шляхом знищили більшовики.
1920 року, після повалення бухарського еміра і хівинського хана, утворені Хорезмська і Бухарська народні радянські республіки. 1924 року внаслідок національно-державного розмежування в Центральній Азії виникла Узбецька РСР, 1925 року вона увійшла до складу СРСР як союзна республіка.
Суверенітет Узбекистану у складі СРСР був номінальним, всі владні повноваження були зосереджені у Москві. Економічний розвиток республіки зведений до забезпечення сировинних потреб загальносоюзної промисловості.

## Історія доби Незалежності

### Трансформація політичної системи в ЦА
Узбекистан система якої ґрунтується на уявленні проте, що у східній країні демократія не може виглядати так, як вона виглядає в західних країнах. Президент країни ї. Карімов сідеологоєю узбецького «демократичного колективізму». «Узбекистан держава, яка обрала свій, самостійний шлях розвитку. Цей шлях у всьому світі визнаний як „узбецька модель“ державного та суспільного будівництва. Узбецька модель розвитку визнана міжнародним співтовариством завдяки тому, що вона ґрунтується на багатих традиціях національної державності, цінностях та менталітеті народу, а також на досягненнях світового досвіду реформування суспільства». Інститут президентства в Узбекистані був введений у 1990 р. Карімов був обраний президентом країни на засіданні Верховної Ради УзРСР, а після розпаду Радянського Союзу — шляхом всенародного голосування. На виборах 1991 року, що, як вважається, були першими і останніми альтернативними виборами, І. Карімов отримав 86 % голосів і переміг М. Саліха, лідера демократичної «інтелігентської» партії Ерк. Невдовзі після виборів опозиційні партії Бірлік та Ерк були заборонені В 1995 р. повноваження 1. Карімова були подовжені на п'ять років на всенародному референдумі, який, за визначенням Держдепартаменту СІНА та інших джерел, не був справедливим. Такі самі коментарі були і з приводу президентських виборів 2000 року. У 2006—2007 рр. намітились деякі тенденції до реформування політичної систему в напрямку поліцентризму. В грудні 2007 р. відбулися чергові вибори президента республіки Узбекистан. За Конституцією І. Карімов уже не мав права у черговий раз балотуватися на цю посаду, але його висунули кандидатом від партії більшості в Законодавчій палат і Олій Мажліса — Ліберально-демократичної партії (УзЛіДеГІ) і зареєстрували в Центральній виборчій комісії. За офіційними даними ЦВК [6], у виборах, які відбулися23 грудня взяло участь 14 млн. 765 тис. 444 особи (90,6 %). і них за І.Карімова проголосувало 88,1 % виборців. Сам І. Карімов відмітив, що «проведення виборів президента Узбекистану на багатопартійній та альтернативній основі за участю кандидата від ініціативної групи виборців свідчить про те, що в країні сформувалась правова демократична держава, а виборча система повністю відповідає міжнародним нормам». З формальної точки зору все так і є. Вперше у президентських виборах брало участь чотири кандидати, трьох з яких висунули політичні партії, що підтвердило декларацію президента про необхідність посилення ролі партій в політичному процесі. Але, цих кандидатів важко вважати опозиційними, оскільки партії, від яких вони йшли на вибори, є пропрезидентськими. В цілому І. Карімов подовжив свої повноваження до 2014 р.

### Після 1990 року
Важливим кроком на шляху до суверенітету і незалежності стало введення 24 березня 1990 року першою сесією Олій Мажлісу— Верховної Ради (парламенту Узбецької РСР) посади Президента Республіки Узбекистан (вперше серед інших республік СРСР). Іслам Абдуганієвич Карімов — перший секретар Центрального Комітету Компартії Узбекистану, був обраний першим президентом республіки.
20 червня 1990 року Олій Мажліс ухвалив декларацію «Про державний суверенітет». 31 серпня 1991 року, на позачерговій сесії Олій Мажлісу республіки, парламент країни проголосив незалежність Республіки Узбекистан. Узбекистан здобув свою державність мирним, парламентським, демократичним шляхом.
Конституцію Республіки Узбекистан ухвалено 8 грудня 1992 року, вона втілила у собі демократичні цінності, досвід розвинутих демократій, а також досвід історичного, політичного і культурного розвитку узбецького народу. В незалежному Узбекистані активно закладаються основи демократичного, правового суспільства. Формується нова, сучасніша й ефективніша система державного управління, стрижень якої — президентська форма правління. Реорганізовано систему управління на місцях, у вілоятах, туманах і містах, встановлено інститут хокіма (мера).
2 березня 1992 року Узбекистан прийнято в члени ООН. Республіка включилася у Гельсінський процес, підписавши 26 лютого 1992 року Заключний акт Наради з безпеки і співробітництва у Європі, а в січні 1993 року парламент Республіки Узбекистан став членом Парламентської Асамблеї ОБСЄ. У липні 1995 року Узбекистан приєднався до програми НАТО «Партнерство заради миру». У липні 1996 року у Флоренції Узбекистан і ЄС підписали угоду «Про партнерство і співпрацю». Узбекистан є членом багатьох міжнародних і регіональних організацій, зокрема, ЄБРР,ЮНЕСКО, Програми розвитку ООН, ЮНКТАД, Організації економічного співробітництва, Організації Центрально-азійського економічного співробітництва, ГУУАМ (тимчасово у 1999-2005 рр.), Шанхайської організації співробітництва.
Правлячий режим Карімова з початку 1990-х років веде боротьбу проти ісламських екстремістів, в тому числі і методами, які засуджуються міжнародним співтовариством. Так, 13 травня 2005 року в Андижані була розстріляна ісламістська демонстрація, близько 500 демонстрантів загинуло.